# Sycamore Hills (Misuri)
Sycamore Hills es una villa ubicada en el condado de San Luis en el estado estadounidense de Misuri. En el Censo de 2010 tenía una población de 668 habitantes y una densidad poblacional de 1.816,31 personas por km².

## Geografía
Sycamore Hills se encuentra ubicada en las coordenadas 38°42′5″N 90°20′56″O / 38.70139, -90.34889. Según la Oficina del Censo de los Estados Unidos, Sycamore Hills tiene una superficie total de 0.37 km², de la cual 0.37 km² corresponden a tierra firme y (0%) 0 km² es agua.

## Demografía
Según el censo de 2010, había 668 personas residiendo en Sycamore Hills. La densidad de población era de 1.816,31 hab./km². De los 668 habitantes, Sycamore Hills estaba compuesto por el 82.78% blancos, el 12.28% eran afroamericanos, el 0% eran amerindios, el 0.75% eran asiáticos, el 0% eran isleños del Pacífico, el 0.75% eran de otras razas y el 3.44% pertenecían a dos o más razas. Del total de la población el 4.19% eran hispanos o latinos de cualquier raza.